# Magneti (album)
Magneti è il quinto album da solista di Mario Venuti, pubblicato nel 2006.

## Canzoni
1. È stato un attimo - 3:16
2. Addio alle armi - 4:08
3. Anni selvaggi - 3:42
4. Qualcosa brucia ancora - 3:29
5. Un altro posto nel mondo - 4:08
6. Santa Maria la guardia - 3:19
7. Ultramarino - 3:26
8. Sulu - 4:04
9. Magneti - 3:36
10. Il mondo in bianco e nero - 3:30
11. Malintesi - 2:15
12. Open space - 4:01

## Formazione
- Mario Venuti - voce, chitarra acustica, chitarra classica
- Zu Luciano - voce
- Franco Barresi - batteria, marranzano, djembè, berimbau, percussioni
- Tony Canto - chitarra elettrica, tastiera
- Tony Brundo - tastiera, pianoforte, organo Hammond, Fender Rhodes, cori
- Vincenzo Virgillito - basso elettrico, contrabbasso
- Alessandro Longo - violoncello
- Giovanni Cucuccio - violino
- Adriano Murania - violino
- Antonio Granata - viola
- Daniele Zappalà - tromba, flicorno
- Camillo Pavone - trombone
- Gaetano Cristofaro - sassofono tenore
- Vincenzo Cavalli, Azzurra Sciacca, Ylenia Sciacca - cori

## Classifiche
| Classifica (2006) | Posizione |
| ----------------- | --------- |
| Italia            | 27        |